# Goll mac Morna
Goll mac Morna (o Goal mac Morn) era un membro dei Fianna e un inquieto alleato di Fionn mac Cumhail nel ciclo feniano della mitologia irlandese. Aveva ucciso il padre di Fionn, Cumhall, e aveva assunto la guida dei Fianna, ma quando Fionn crebbe e dimostrò il suo valore, Goll si fece volontariamente da parte in suo favore.
Il suo nome di battesimo era Áed o Aedh mac Morna. Era anche conosciuto come Áed mac Fidga. Si guadagnò il nome Goll ("un occhio solo") quando perse un occhio nella battaglia con Cumhal o, in altre versioni, Luchet
In altre versioni del racconto, fu Lugaidh Lamhfhada il principale avversario di Goll, e colui che gli cavò l'occhio e lo uccise a Moytura.
Quando la strega Irnan non riuscì a catturare i membri dei Fianna in una rete magica, si trasformò in un mostro e sfidò uno qualsiasi di loro a un singolo combattimento. Inizialmente Fionn mac Cumhaill fece un passo avanti ma fu persuaso dalla sua banda che non sarebbe stato eroico per un guerriero della sua statura affrontare una strega in combattimento. Goll prese il suo posto e uccise Irnan, e gli fu permesso di sposare la figlia di Fionn come ricompensa.
Nel racconto Cath Gabhra, che descrive la battaglia in cui i Fianna combattono e vengono distrutti dalle forze dell'alto re Cairbre Lifechair, Goll e coloro che gli sono fedeli si schierano dalla parte di Cairbre e combattono contro Fionn.
"Tapadh le Goll, mharbh e mhàthair" ("Grazie a Goll, ha ucciso sua madre") era un detto gaelico usato quando un fastidio viene eliminato dall'azione dell'individuo responsabile. Secondo la tradizione, Goll uccise sua madre per errore con un osso.